# Гвоздев, Николас
Ни́колас Кирри́лл Гво́здев (англ. Nikolas Kirrill Gvosdev; род. 11 сентября 1969) — американский политолог русского происхождения, специалист по международным отношениям, национальной безопасности, внешней политике США и российско-американским отношениям.

## Биография
В 1990—1992 годах — руководитель отдела исследований Вашингтонского отделения Конгресса русских американцев.
В 1992 году получил Школе дипломатической службы имени Эдмунда Уолша
Джорджтаунского университета бакалавра естественных наук summa cum laude в области дипломатической службы (со специализацией по международным отношениям, праву и организациям), защитив работу по теме «По всей земле проходит звук их: советское мессианство и международная система в 1917—1923 годах» (англ. Their Sound Has Gone Out Into All the Earth: Soviet Messianism and the International System, 1917—1923) и магистра естественных наук summa cum laude в области дипломатической службы (со специализацией по советологии и международных отношениях), защитив работу по теме «Формулировка американского ответа на независимость Литвы в 1990 году» (англ. The Formulation of an American Response to Lithuanian Independence).
В 1994 году в Колледже святого Антония Оксфордского университета получил магистра философии в области российских и восточноевропейских исследований, а в 1996 году доктора философии по современной европейской истории, защитив диссертацию по теме «Имперская политика и перспективы в отношении Грузии, 1760—1819 гг.» (англ. Imperial Policies and Perspectives Towards Georgia, 1760—1819).
В 1995—1997 годах работал исполнительным помощником в Securities America.
В 1995—1999 годах — руководитель Юстиниановского центра.
В 1997—1999 годах — преподаватель истории в Подготовительном колледже Шаминад — Мадонна и временный преподаватель в Университете святого Томаса.
В 1999—2001 годах ассистент-профессор и помощник руководителя Института церковно-государственных исследований Дж. М. Доусона Бэйлорском университете.
В 2001—2008 годах — редактор/исполнительный редактор, а с 2008 года — временный главный редактор журнала The National Interest.
В 2001—2008 годах — старший научный сотрудник по стратегическим исследованиям Никсоновского центра.
В 2002—2008 годах — член редакционного совета журнала Journal of Church and State.
В 2003—2008 годах — временный член Совета по международным отношениям.
В 2004—2007 годах — adjunct associate professor кафедры государственного управления Джорджтаунского университета.
В 2007—2008 годах — adjunct associate professor Института европейских, российских и евразийских исследований Университета Джорджа Вашингтон.
В 2014 году — приглашённый профессор Уотсоновского института Брауновского университета.
С 2017 года — приглашённый профессор Гарвардской школы углублённого образования Гарвардского университета.
Профессор по вопросам национальной безопасности и заведующий кафедрой экономической географии и национальной безопасности капитана Джерома Леви в Военно-морском колледже США.
Автор статей в Foreign Affairs, The Financial Times, The Los Angeles Times, National Review, Religion State and Society, The National Interest, Orbis, The Washington Quarterly, Problems of Post-Communism и World Policy Journal. Выступал в качестве аналитика и комментатора на радио и телевидение: CNN, Fox News, MSNBC, National Public Radio, BBC, C-SPAN, CBC и «Голос Америки».

## Научные труды

### Монографии
- Imperial policies and perspectives towards Georgia, 1760-1819 (St. Martin's Press in association with St. Antony's College, Oxford, 2000)
- Emperors and elections : reconciling the Orthodox tradition with modern politics (Huntington, N.Y. : Troitsa Books, 2000)
- An examination of church-state relations in the Byzantine and Russian empires with an emphasis on ideology and models of interaction (Lewiston, N.Y.: Edwin Mellen Press[англ.], 2001)
- The Receding Shadow of the Prophet: The Rise and Fall of Political Islam (Praeger Publishers, 2004)
- Russian Foreign Policy: Interests, Vectors and Sectors (CQ Press[англ.], 2013, with Christopher Marsh)
- US Foreign Policy and Defense Strategy (Georgetown University Press[англ.], 2014, with Derek Reveron and Mackubin Owens[англ.]);
- Communitarian Foreign Policy: Amitai Etzioni's Vision (Transaction Publishers[англ.], 2015)
- US foreign policy and defense strategy: the evolution of an incidental superpower (Georgetown University Press[англ.], 2015; with Derek S. Reveron and Mackubin Thomas Owens)
- The Oxford handbook of U.S. national security (Oxford University Press, 2018; with Derek S. Reveron; John A. Cloud[англ.])
- Decision-Making in American Foreign Policy: Translating Theory into Practice (Cambridge University Press, 2019; with Jessica D. Blankshain, and David A. Cooper)

### Статьи
- Their Sound Has Gone Out Into All the Earth: Soviet Messianism and the International System, 1917-1923 // Canadian Slavonic Papers[англ.]. 1990. Vol. 32. № 4. pp. 431–443.
- The Formulation of an American Response to Lithuanian Independence, 1990 // East European Quarterly[исп.], Mar. 1995.